# Франсіско Санчес Парра
Франсіско Хав'єр Санчес Парра (ісп. Francisco Javier Sánchez Parra; нар. 30 червня 1979, Пальма, Мальорка) — іспанський борець вільного стилю, бронзовий призер чемпіонату Європи, чемпіон Середземноморських ігор, учасник двох Олімпійських ігор.

## Біографія
Боротьбою почав займатися з 1993 року. Виступав за «Club Sportivo Escola Superior», Мальорка. Тренер — Еусебіо Капель Ротжер (з 1993).
По закінченні кар'єри борця перейшов на тренерську роботу. Серед підопічних: Леван Метревелі — чемпіон Середземноморського чемпіонату, срібний призер Середземноморських ігор.

### Родина
Молодший брат — Мойсес Санчес Парра (нар. 1980) теж був борцем, членом збірної Іспанії з греко-римської боротьби — бронзовий призер чемпіонату Європи, срібний призер Середземноморських ігор, учасник Олімпійських ігор 2004 року.
Молодша сестра Сара Санчес Парра (нар. 1982) теж була членом збірної Іспанії з жіночої боротьби — срібна призерка Середземноморських ігор, входила до десятки на чемпіонатах світу та Європи.

## Спортивні результати на міжнародних змаганнях

### Виступи на Олімпіадах
| Змагання                    | Збірна  | Вагова категорія          | Місце |
| --------------------------- | ------- | ------------------------- | ----- |
| Літні Олімпійські ігри 1992 | Іспанія | вільна боротьба, до 48 кг | 11    |
| Літні Олімпійські ігри 2008 | Іспанія | вільна боротьба, до 55 кг | 13    |

### Виступи на Чемпіонатах світу
| Змагання                        | Збірна  | Вагова категорія          | Місце |
| ------------------------------- | ------- | ------------------------- | ----- |
| Чемпіонат світу з боротьби 1991 | Іспанія | вільна боротьба, до 48 кг | 20    |
| Чемпіонат світу з боротьби 2002 | Іспанія | вільна боротьба, до 55 кг | 23    |
| Чемпіонат світу з боротьби 2003 | Іспанія | вільна боротьба, до 55 кг | 15    |
| Чемпіонат світу з боротьби 2005 | Іспанія | вільна боротьба, до 55 кг | 29    |
| Чемпіонат світу з боротьби 2006 | Іспанія | вільна боротьба, до 55 кг | 15    |
| Чемпіонат світу з боротьби 2007 | Іспанія | вільна боротьба, до 55 кг | 9     |
| Чемпіонат світу з боротьби 2009 | Іспанія | вільна боротьба, до 55 кг | 14    |
| Чемпіонат світу з боротьби 2010 | Іспанія | вільна боротьба, до 55 кг | 29    |
| Чемпіонат світу з боротьби 2011 | Іспанія | вільна боротьба, до 55 кг | 32    |

### Виступи на Чемпіонатах Європи
| Змагання                         | Збірна  | Вагова категорія          | Місце  |
| -------------------------------- | ------- | ------------------------- | ------ |
| Чемпіонат Європи з боротьби 1991 | Іспанія | вільна боротьба, до 48 кг | 8      |
| Чемпіонат Європи з боротьби 1992 | Іспанія | вільна боротьба, до 48 кг | 11     |
| Чемпіонат Європи з боротьби 1993 | Іспанія | вільна боротьба, до 48 кг | 9      |
| Чемпіонат Європи з боротьби 2000 | Іспанія | вільна боротьба, до 54 кг | 15     |
| Чемпіонат Європи з боротьби 2001 | Іспанія | вільна боротьба, до 54 кг | 14     |
| Чемпіонат Європи з боротьби 2003 | Іспанія | вільна боротьба, до 55 кг | 12     |
| Чемпіонат Європи з боротьби 2005 | Іспанія | вільна боротьба, до 55 кг | 5      |
| Чемпіонат Європи з боротьби 2006 | Іспанія | вільна боротьба, до 55 кг | 9      |
| Чемпіонат Європи з боротьби 2007 | Іспанія | вільна боротьба, до 55 кг | 9      |
| Чемпіонат Європи з боротьби 2008 | Іспанія | вільна боротьба, до 55 кг | Бронза |
| Чемпіонат Європи з боротьби 2010 | Іспанія | вільна боротьба, до 55 кг | 10     |
| Чемпіонат Європи з боротьби 2011 | Іспанія | вільна боротьба, до 55 кг | 16     |

### Виступи на Середземноморських іграх
| Змагання                    | Збірна  | Вагова категорія          | Місце  |
| --------------------------- | ------- | ------------------------- | ------ |
| Середземноморські ігри 1993 | Іспанія | вільна боротьба, до 48 кг | 4      |
| Середземноморські ігри 2005 | Іспанія | вільна боротьба, до 55 кг | Золото |

### Виступи на інших змаганнях
| Змагання                                                         | Збірна  | Вагова категорія          | Місце  |
| ---------------------------------------------------------------- | ------- | ------------------------- | ------ |
| Олімпійський кваліфікаційний турнір з боротьби 2000 (Лейпциг)    | Іспанія | вільна боротьба, до 54 кг | 19     |
| Олімпійський кваліфікаційний турнір з боротьби 2000 (Мехіко)     | Іспанія | вільна боротьба, до 54 кг | 4      |
| Олімпійський кваліфікаційний турнір з боротьби 2004 (Братислава) | Іспанія | вільна боротьба, до 55 кг | 22     |
| Олімпійський кваліфікаційний турнір з боротьби 2004 (Софія)      | Іспанія | вільна боротьба, до 55 кг | 16     |
| Турнір Дана Колова — Николи Петрова 2007                         | Іспанія | вільна боротьба, до 55 кг | 9      |
| Міжнародний меморіал Дейва Шульца 2010                           | Іспанія | вільна боротьба, до 55 кг | 5      |
| Гран-прі Німеччини з боротьби 2010                               | Іспанія | вільна боротьба, до 55 кг | Бронза |
| Турнір міста Сассарі з боротьби 2011                             | Іспанія | вільна боротьба, до 55 кг | Бронза |
| Гран-прі Іспанії з боротьби 2011                                 | Іспанія | вільна боротьба, до 55 кг | Срібло |
| Меморіал Вацлава Циолковського 2011                              | Іспанія | вільна боротьба, до 55 кг | 7      |
| Турнір Дана Колова — Николи Петрова 2012                         | Іспанія | вільна боротьба, до 55 кг | 5      |
| Олімпійський кваліфікаційний турнір з боротьби 2012 (Софія)      | Іспанія | вільна боротьба, до 55 кг | Бронза |
| Олімпійський кваліфікаційний турнір з боротьби 2012 (Тайюань)    | Іспанія | вільна боротьба, до 55 кг | 13     |
| Олімпійський кваліфікаційний турнір з боротьби 2012 (Гельсінкі)  | Іспанія | вільна боротьба, до 55 кг | 5      |

### Виступи на змаганнях молодших вікових груп
| Змагання                                       | Збірна  | Вагова категорія                 | Місце |
| ---------------------------------------------- | ------- | -------------------------------- | ----- |
| Чемпіонат Європи з боротьби серед юніорів 1989 | Іспанія | греко-римська боротьба, до 46 кг | 9     |
| Чемпіонат Європи з боротьби серед юніорів 1989 | Іспанія | вільна боротьба, до 46 кг        | 7     |
| Чемпіонат Європи з боротьби серед юніорів 1996 | Іспанія | вільна боротьба, до 46 кг        | 8     |
| Чемпіонат світу з боротьби серед юніорів 1997  | Іспанія | вільна боротьба, до 52 кг        | 18    |
| Чемпіонат світу з боротьби серед юніорів 1998  | Іспанія | вільна боротьба, до 49 кг        | 10    |
| Чемпіонат Європи з боротьби серед юніорів 1999 | Іспанія | вільна боротьба, до 50 кг        | 7     |
| Чемпіонат світу з боротьби серед юніорів 1999  | Іспанія | вільна боротьба, до 50 кг        | 4     |